# Station Remuera
Station Remuera is een spoorwegstation in de Nieuw-Zeelandse stad Auckland. Het station is geopend in 1873. Het station wordt bediend door de Onehunga-Lijn en de Zuidelijke Lijn. Het huidige stationsgebouw werd geopend in 1907. Het oude stationsgebouw werd toen verplaatst en als bibliotheek in gebruik genomen. Na terugvallende passagiersaantallen en pakettenvervoer werd het station in 1942 onbemand. In de jaren '70 werd het station veel gebruikt voor vrachtvervoer, maar vanaf 1979 vindt er alleen nog maar personenvoer plaats.
Sinds april 2014 is het spoor er geëlektrificeerd. 

## Bediening
De volgende treinen stoppen op station Remuera:
| Serie           | Treinsoort                           | Route                                                                                              | Bijzonderheden |
| --------------- | ------------------------------------ | -------------------------------------------------------------------------------------------------- | --- |
| Zuidelijke Lijn | Voorstadspoorweg (Auckland One Rail) | Waitematā – Newmarket – Remuera – Ōtāhuhu – Puhinui – Manurewa – Takaanini – Papakura – (Pukekohe) | Rijdt iedere twintig minuten. Rijdt in de spits iedere tien minuten, maar rijdt dan eens in de twintig minuten tot Pukekohe. Rijdt 's avonds eens in het halfuur. |
| Onehunga-Lijn   | Voorstadspoorweg (Auckland One Rail) | Newmarket – Remuera – Onehunga                                                                     | Rijdt ieder halfuur. |